# Conway (Carolina do Sul)
Conway é uma cidade localizada no estado norte-americano da Carolina do Sul, no Condado de Horry.

## Demografia
Segundo o censo norte-americano de 2000, a sua população era de 11.788 habitantes.
Em 2006, foi estimada uma população de 14.056, um aumento de 2268 (19.2%).

## Geografia
De acordo com o United States Census Bureau tem uma área de
34,7 km², dos quais 32,9 km² cobertos por terra e 1,8 km² cobertos por água. Conway localiza-se a aproximadamente 12 m acima do nível do mar.

## Localidades na vizinhança
O diagrama seguinte representa as localidades num raio de 24 km ao redor de Conway.